# Chiesa di San Martino (Neviano degli Arduini)
La chiesa di San Martino è un luogo di culto cattolico dalle forme barocche, situato in strada della Costa a Mozzano, frazione di Neviano degli Arduini, in provincia e diocesi di Parma; è sede di una parrocchia compresa nella zona pastorale della Montagna.

## Storia
Il luogo di culto originario fu costruito in stile romanico in epoca medievale; la più antica testimonianza della sua esistenza risale al 1137, quando fu menzionato in un diploma dell'imperatore del Sacro Romano Impero Lotario II di Supplimburgo tra i beni appartenenti al monastero di San Prospero di Reggio.
Nel 1230 la Capelle S. Martini de Mozano fu citata nel Capitulum seu Rotulus Decimarum della diocesi di Parma tra le dipendenze della pieve di Sasso.
Il tempio fu elevato a sede di parrocchia autonoma prima del 1564.
Nel 1622 l'edificio fu temporaneamente chiuso al culto a causa delle precarie condizioni delle strutture portanti, che furono risistemate nei due anni successivi.
Nel 1669 l'antica chiesa, profondamente degradata, fu in parte abbattuta e ricostruita in stile barocco sui resti della precedente, ribaltando l'orientamento dell'edificio originario e riutilizzandone in parte i materiali; l'adiacente campanile fu probabilmente completato nel 1683.
Nel 1857 fu edificata la sagrestia in adiacenza al luogo di culto; altri lavori di ampliamento furono eseguiti nel 1895.
Il 7 settembre 1920 un devastante terremoto provocò vari danni alla chiesa, che fu sottoposta a lavori di rinforzo e ristrutturazione, completati nel 1927.
Nel 1970 il tempio fu sottoposto a lavori di restauro, durante i quali fu rinvenuto l'altare romanico risalente al XII secolo insieme a due reliquie di san Martino.
Il 23 dicembre 2008 una violenta scossa tellurica rese inagibile l'edificio, che fu chiuso al culto; nel 2009 furono avviati gli interventi di restauro e miglioramento sismico su progetto dell'architetto Mario Ugolotti, nel corso dei quali furono ritrovati alcuni archetti romanici e le primitive sepolture medievali.

## Descrizione

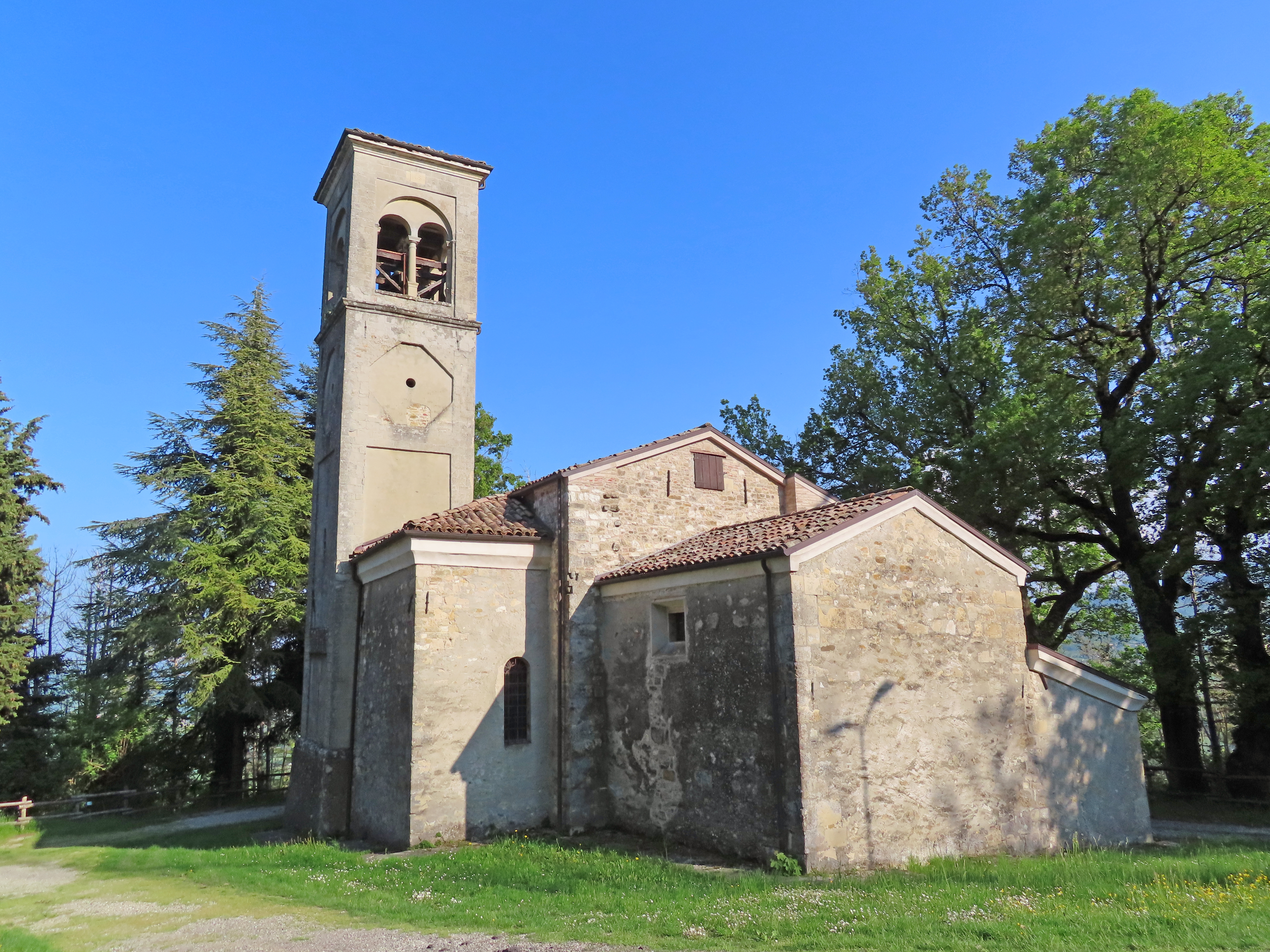
Retro e campanile

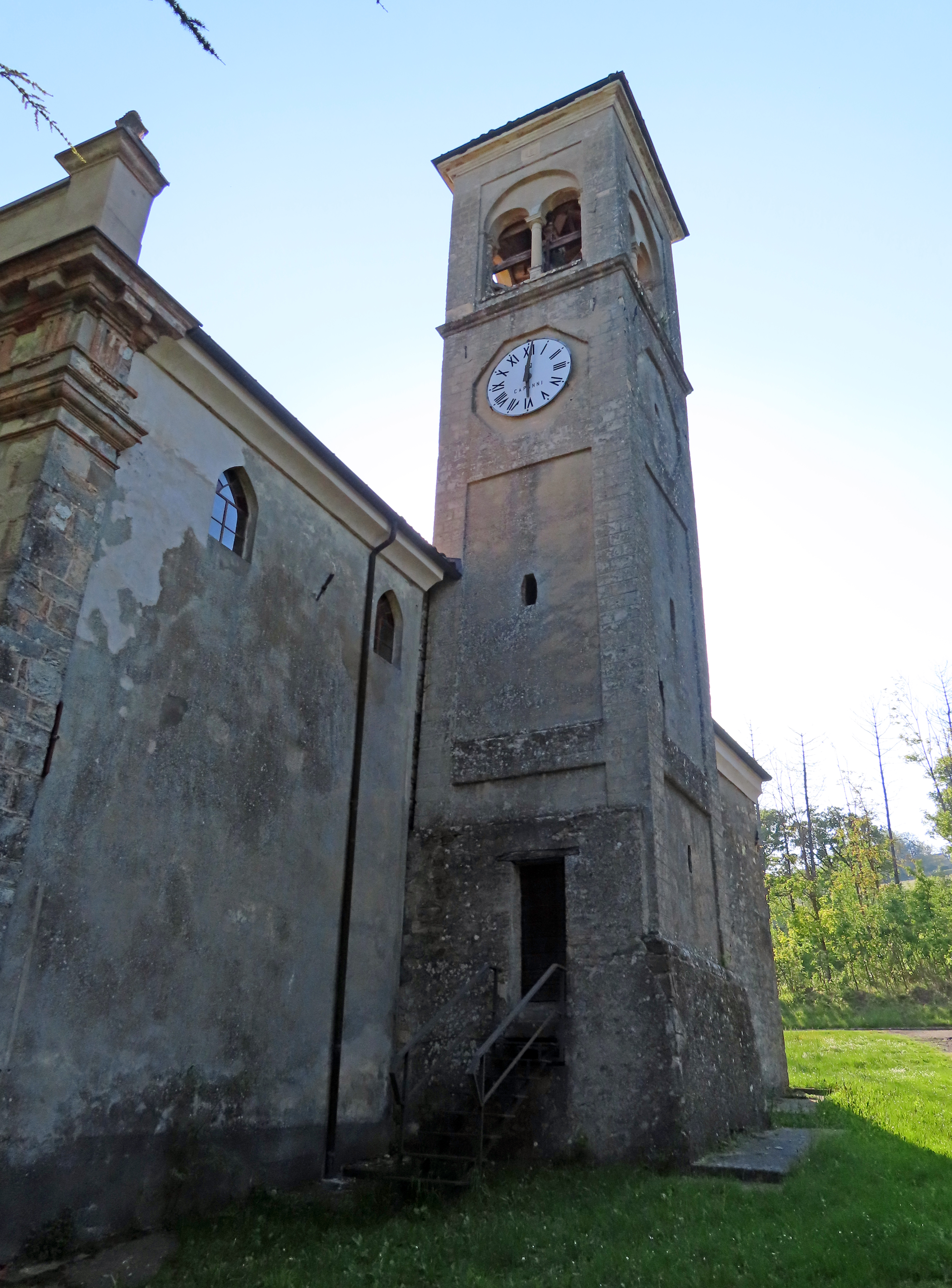
Campanile

La chiesa si sviluppa su un impianto a navata unica affiancata da una cappella per lato, con ingresso a est e presbiterio a ovest.
La simmetrica facciata, interamente intonacata, è caratterizzata dalla presenza dell'ampio portale d'ingresso centrale, delimitato da una cornice modanata e sormontato da un architrave in rilievo; poco più in alto si apre un rosone strombato; alle estremità si elevano due lesene in laterizio, coronate da capitelli dorici, a sostegno della trabeazione monumentale di coronamento, ornata con triglifi; sopra al cornicione aggettante si eleva un frontone rettangolare con pilastrini alle estremità e al centro, su cui poggiano rispettivamente due vasi e una croce in pietra.
Dal fianco nord aggettano il campanile e la cappella destra; la torre, a base quadrata, si eleva sopra a un alto basamento; sul lato est si apre l'ingresso, delimitato da un'ampia cornice; ogni prospetto è decorato con due ordini di nicchie quadrate e, al terzo ordine, rientranze ottagonali; la cella campanaria si affaccia sulle quattro fronti attraverso bifore ad arco a tutto sesto, scandite da colonnine doriche centrali; a coronamento si eleva la copertura a quattro falde, con croce sommitale.
Dal fianco sud aggettano la cappella e la sagrestia.
Sul retro si allunga il corpo più basso del presbiterio, con fronte a capanna, che probabilmente costituiva l'originario nartece della chiesa romanica. Lo spigolo nord-ovest dell'alta navata è decorato esternamente con due sculture romaniche raffiguranti teste umane con copricapo a calotta, risalenti al XII secolo, provenienti probabilmente da capitelli, peducci o stipiti di porte dell'edificio originario; oltre, sulla destra sono incastonati tre archetti pensili e una formella d'epoca romanica.
All'interno la navata, coperta da una serie di volte a crociera, è affiancata da due cappelle laterali, delimitate da lesene coronate da capitelli dorici a sostegno del cornicione perimetrale.
Il presbiterio, lievemente sopraelevato, è preceduto da un ampio arco trionfale modanato a sesto ribassato, retto da due pilastri coronati da capitelli ornati con putti in stucco; l'ambiente è chiuso superiormente da una volta a crociera con costoloni e illuminato da due finestre laterali; sul fondo si staglia la pala d'altare raffigurante San Martino e il povero, delimitata da colonne in marmo e frontone spezzato.
La cappelle laterali absidate sono coperte da catini con spicchi a vela costolonati che convergono in chiave di volta in medaglioni seicenteschi in stucco.
La chiesa conserva alcune opere di pregio, tra cui un'ancona del 1682, una croce astile seicentesca, una navicella e un turibolo bronzei cinquecenteschi e tre reliquiari lignei seicenteschi.